# La Gauche populaire
La Gauche populaire est un réseau d'élus, de militants et de citoyens de gauche qui plaident pour une meilleure prise en compte des attentes des catégories populaires. Proches du Parti socialiste, ils demeurent néanmoins critiques à son égard.

## Caractéristiques du mouvement
Les animateurs de La Gauche populaire s'inquiètent de la montée de ce qu’ils considèrent être du « populisme », et de l’adhésion des catégories populaires (les ouvriers notamment) aux idées de la droite et de l'extrême droite. De ce fait, et pour les conquérir, ils souhaitent privilégier un discours qui mise sur le social (réformes économiques notamment), plutôt que le sociétal (institutions, environnement, droits des minorités entre autres). Certains médias le voient comme un pendant à La Droite populaire, constituée à l’UMP également en réaction à un éloignement de ce que ses membres considèrent comme les valeurs premières du parti.
Ils se retrouvent autour de l'idée que la « défense des couches populaires et moyennes, la prise en compte de leurs intérêts et de leurs attentes, est à la fois la vocation identitaire et historique de la gauche et la condition stratégique de sa réussite ».
Pour La Gauche populaire, la gauche doit continuer de se définir par son souci de justice sociale et par la lutte effective qu'elle mène contre les inégalités. Ses animateurs insistent sur l'importance de porter l'aspiration à l'égalité des droits et au refus des discriminations notamment liées au sexe ou à l'origine, mais ils estiment que la gauche doit aussi poursuivre son combat contre toutes les formes de domination qui se nouent dans le monde du travail, autour du rapport salarial. Selon eux, une gauche qui perdrait toute attention à ce combat historique pour l'amélioration des conditions de vie des travailleurs alors même que le rapport capital/travail se dégrade à nouveau perdrait sa raison d'être. La Gauche populaire souhaite donc « renouer avec la vocation identitaire et historique de la gauche », en retrouvant « la base sociale pour laquelle est censée agir ».
Les élus de La Gauche populaire plaident pour que la politique menée par le gouvernement de François Hollande « constitue le levier d'une reconquête durable par la gauche de sa base sociologique naturelle » Pour eux, il s'agit d'éviter un « 21 avril bis » : ils estiment que :

« les défaites de 2002 et 2007 ont sans doute sanctionné une trop faible prise en compte des attentes des catégories populaires, abandonnées à la droite par les candidats de la gauche gouvernementale. »

### Critique
Selon Philippe Corcuff, à propos de la gauche populaire : « les réponses qui disputent « le national » au FN sont en position défavorable dans le rapport de forces idéologique et risquent d'alimenter, malgré elles, les nationalismes xénophobes ».

### Principaux animateurs
- Élus :
  - Laurent Baumel[2]
  - Philippe Doucet[7]
  - François Kalfon[8]
- Universitaires :
  - le politologue Laurent Bouvet
  - le sémiologue Alain Mergier
  - le géographe Philippe Guibert
  - le sociologue Gaël Brustier
  - l'historien Nicolas Lebourg[9]
- Autres :
  - L'essayiste Christophe Guilluy[10]

## Historique

### Origines du courant
La Gauche populaire est née à la suite de la publication, en mai 2011, du rapport de la fondation Terra Nova intitulé « Gauche : quelle majorité électorale pour 2012 ? », dans lequel le Parti socialiste est invité à prendre acte du glissement vers la droite des ouvriers et des employés et à se constituer un nouvel électorat, « plus jeune, plus divers, plus féminisé ».
En désaccord avec cette analyse, plusieurs auteurs, Laurent Bouvet, alors directeur de l'Observatoire de la social-démocratie à la Fondation Jean-Jaurès, Philippe Guibert, Christophe Guilluy, Rémi Lefebvre, Alain Mergier et Camille Peugny se sont rassemblés autour de Laurent Baumel et François Kalfon et ont publié le Plaidoyer pour une gauche populaire par les essayistes de la « Gauche populaire » pour réaffirmer la nécessité, « électorale et morale », de ne pas abandonner les catégories populaires.

### Publication du manifeste de la Gauche populaire et rupture
Le 20 février 2013, Laurent Baumel, Philippe Doucet, François Kalfon et une vingtaine de parlementaires (Sylviane Alaux, Christian Assaf, Avi Assouly, Jean-Pierre Blazy, Isabelle Bruneau, François de Rugy, Jean-Louis Destans, Hervé Féron, Serge Janquin, Laurent Kalinowski, François-Michel Lambert, Christophe Léonard, Michel Lesage, Jean-Philippe Mallé, François Patriat, Patrice Prat, Suzanne Tallard, Stéphane Travert, Fabrice Verdier, Jean-Michel Villaumé) ont publié le manifeste de La Gauche populaire. Ce texte, ouvert à signature, a

« vocation à rassembler, autour d’une analyse et de propositions, celles et ceux, élu-e-s, militant-e-s, citoyen-ne-s, qui estiment que la défense des couches populaires, la prise en compte de leurs intérêts et de leurs attentes, est à la fois la vocation identitaire et historique de la gauche et la condition stratégique de sa réussite. »

Le manifeste de La Gauche populaire comporte cinq propositions concrètes :
1. la réforme fiscale redistributive, qui, en rendant la CSG progressive, pourrait permettre de rendre du pouvoir d'achat aux couches populaires[16] ;
2. la réorientation des fonds de la formation professionnelle au bénéfice des chômeurs ;
3. le portage public temporaire d'entreprises stratégiques en difficulté[17] ;
4. la création d'un service public du soutien scolaire pour « en finir avec la machine à trier » qu'est devenue l'école ;
5. l'inscription dans la Constitution de la neutralité des services publics, pour « une laïcité ferme et inscrite dans le réel »[3].

La publication s'est fait sans concertation et a été dénoncée par certains initiateurs de La Gauche populaire. Laurent Bouvet parle d'« un machin qui reprend le nom de Gauche populaire et quelques-unes de nos idées sans nous citer, pour les mettre au service d'une « gauche à adjectif » de plus, avec la Gauche durable ou la Gauche forte. » Philippe Guibert déclare que « la gauche populaire est morte ».

## Parlementaires soutenant le mouvement
- Sylviane Alaux (députée de la 6e circonscription des Pyrénées-Atlantiques)
- Christian Assaf (député de la 8e circonscription de l'Hérault)
- Avi Assouly (député de la 5e circonscription des Bouches-du-Rhône)
- Laurent Baumel (député de la 4e circonscription d'Indre-et-Loire et maire de Ballan-Miré)
- Jean-Pierre Blazy (député de la 9e circonscription du Val-d'Oise)
- Isabelle Bruneau (députée de la 2e circonscription de l'Indre)
- François de Rugy (député de la 1re circonscription de la Loire-Atlantique)
- Jean-Louis Destans (député de la 2e circonscription de l'Eure et président du conseil général de l'Eure)
- Philippe Doucet (député de la 5e circonscription du Val-d'Oise et maire d'Argenteuil)
- Hervé Féron (député de la 2e circonscription de Meurthe-et-Moselle et maire de Tomblaine)
- Serge Janquin (député de la 10e circonscription du Pas-de-Calais)
- Laurent Kalinowski (député de la 6e circonscription de la Moselle et maire de Forbach)
- François-Michel Lambert (député de la 10e circonscription des Bouches-du-Rhône)
- Christophe Léonard (député de la 2e circonscription des Ardennes et conseiller général du canton de Charleville-Centre)
- Michel Lesage (député de la 1re circonscription des Côtes-d'Armor)
- Jean-Philippe Mallé (député de la 11e circonscription des Yvelines, adjoint au maire de Bois-d'Arcy et conseiller général du canton de Saint-Cyr-l'École)
- François Patriat (sénateur de la Côte-d'Or et président du conseil régional de Bourgogne)
- Patrice Prat (député de la 3e circonscription du Gard et maire de Laudun-l'Ardoise)
- Suzanne Tallard (député de la 2e circonscription de la Charente-Maritime)
- Stéphane Travert (député de la 3e circonscription de la Manche et conseiller régional de Basse-Normandie)
- Fabrice Verdier (député de la 4e circonscription du Gard)
- Jean-Michel Villaumé (député de la 2e circonscription de la Haute-Saône et maire d'Héricourt)